# Pietro Bellotto
Pietro Bellotto (Bellotti) (Volciano, 1625 – Gargnano, 1700) è stato un pittore italiano, attivo durante il periodo Barocco.

## Biografia

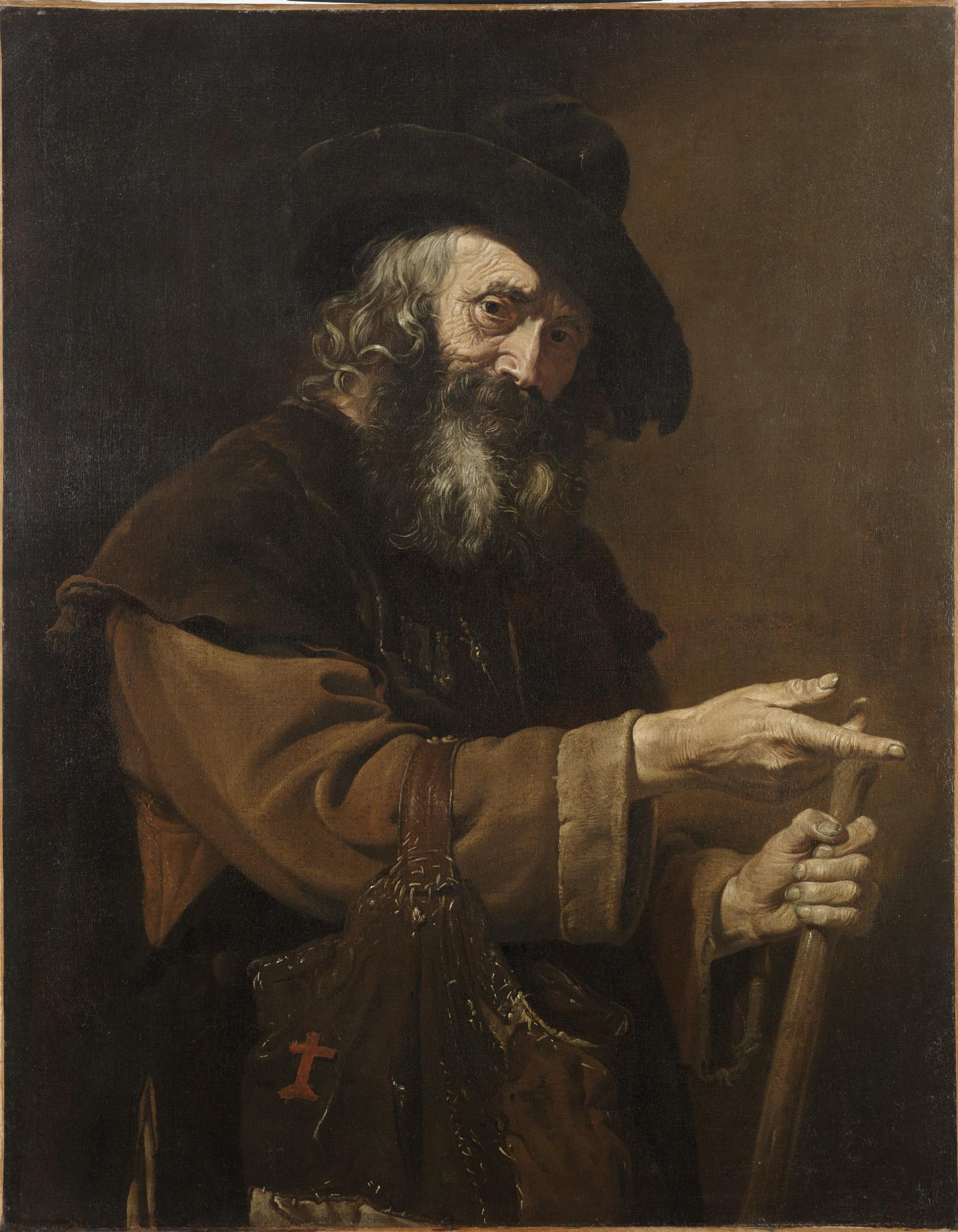
Il vecchio pellegrino

Si trasferì all'età di dodici anni a Venezia, dove si introdusse nell'ambiente artistico grazie ai consigli ed agli insegnamenti di Girolamo Forabosco, e restò in città fino al 1670.
Nella città lagunare si dedicò alla ritrattistica, alla quale si avvicinò con umanità, e il suo naturalismo, alla maniera di Jusepe de Ribera, indicò la strada agli artisti del genere che gli succedettero, come Giacomo Ceruti.
La sua prima produzione di ritratti e di figure fantasiose venne accolta favorevolmente e gli garantì una certa notorietà anche al di fuori del capoluogo veneto.
Il giovane artista si distinse nella precisione dei dettagli, che gli valse la possibilità di diventare uno dei più apprezzati ritrattisti del suo tempo. Per dipingere le sue figure, trasse ispirazione dalla gente comune, mescolando un pizzico di caricatura nelle raffigurazioni. Le sue opere, talvolta aride, sono ammorbidite da un colore armoniosamente misto, associato a un profondo chiaroscuro che modera, e che allo stesso tempo conferisce alla figura un certo rilievo.
Tra i suoi protettori figurarono importanti personaggi dell'epoca, come ad esempio il cardinale Mazzarino, il papa Alessandro VIII, la principessa Adelaide di Savoia.
Dopo aver istruito e formato il pittore spagnolo Duca di Uceda a Milano, ed un soggiorno all'estero, a Monaco di Baviera, ottenne l'incarico di soprintendente alle Gallerie di Città da parte del duca di Mantova Ferdinando Gonzaga.
Tra le sue opere più emblematiche si annoverarono la Presa e distruzione del castello turco Margariti in Albania, su ambientazione storica ed eseguito seguendo l'influenza del maestro Forabosco, pur senza eguagliarne la qualità per le tinte, per i particolari e per l'impostazione compositiva.
Le doti del Bellotto si espressero al meglio nelle raffigurazioni fantasiose, che valorizzarono i chiaroscuri, le analisi dei dettagli e soprattutto la novità di un realismo quasi caricaturale, come evidenziarono Autoritratto (1658) e Lachesi (1654). Nella chiesa di San Domenico, a Capodistria, con il pittore Stefano Celesti, realizzò i Misteri del Rosario. Alla Pinacoteca di Brera è conservata una delle sue opere più rappresentative: l'Uomo che legge, invece in Palazzo Ducale, nella sala dello scrutinio, è conservata la Storia di Margaritino.
Nella sua ricerca di una realizzazione artistica veristica, Bellotto venne influenzato dalla pittura popolaresca del Keil, anche se nell'ultimo periodo tenderà verso un humour talvolta grottesco e brutale.
Dipinse soprattutto persone anziane, distinguendosi per l'accuratezza e per le tinte scure, anche se risultò meno pastoso di Forabosco e con predilezioni per le tinte ceree e notturne.
Le sue opere influenzarono Bernardo Bellotto e Pietro Bellotto, probabilmente suoi nipoti, quest'ultimo attivo a Nantes intorno al 1768, entrambi noti con il soprannome di Canaletto, poiché parenti di Antonio Canaletto.
Lavorò in Italia, in Lombardia ed in Veneto, oltre che all'estero, in Germania, soprattutto a Monaco di Baviera, ma nonostante le attività remunerative morì in miseria.

## Opere principali
- Lachesi, 1654, Museo di Stoccarda;
- Autoritratto, 1658, Galleria degli Uffizi, Firenze;
- Vecchio bevitore, 1674, Pinacoteca del Castello Sforzesco, Milano;
- Due teste di contadini, Pinacoteca Nazionale di Bologna;
- Filosofo, Pinacoteca di Feltre;
- Vecchia testa, Museo Correr, Venezia;
- Medea, Accademia dei Concordi, Rovigo;
- Fanciulla con un turbante, State Natural History Museum, Braunschweig.